# Ленинский сельсовет (Тимский район)
Ле́нинский сельсовет — муниципальное образование со статусом сельского поселения в Тимском районе Курской области.
Административный центр — деревня Постояновка.

## История
Статус и границы сельсовета установлены Законом Курской области от 21 октября 2004 года № 48-ЗКО «О муниципальных образованиях Курской области».

## Население
| 2002 | 2010  | 2012  | 2013 | 2014 | 2015 | 2016 |
| ---- | ----- | ----- | ---- | ---- | ---- | ---- |
| 1292 | ↘1058 | ↘1017 | ↘985 | ↘975 | ↘927 | ↘900 |
| 2017 | 2018  | 2019  | 2020 | 2021 |      |      |
| ↘892 | ↘891  | ↘876  | ↘854 | ↘762 |      |      |

## Состав сельского поселения
| № | Населённый пункт    | Тип населённого пункта          | Население |
| - | ------------------- | ------------------------------- | --------- |
| 1 | Беловские Дворы     | деревня                         | ↘19       |
| 2 | Волобуевка          | село                            | ↘235      |
| 3 | Воскресеновка       | деревня                         | ↘165      |
| 4 | Постояновка         | деревня, административный центр | ↘422      |
| 5 | Рогозецкий Колодезь | село                            | ↘170      |
| 6 | Рогозецкий Луг      | село                            | ↘43       |
| 7 | Тёплое              | деревня                         | ↘4        |